# Geraldo dos Reis Maia
Geraldo dos Reis Maia (* 3. Mai 1964 in Babilônia, Minas Gerais) ist ein brasilianischer Geistlicher und römisch-katholischer Bischof von Araçuaí.

## Leben
Geraldo dos Reis Maia studierte Philosophie und Theologie an der Päpstlichen Theologischen Universität von Minas Gerais. Nach weiteren Studien erwarb er an der Jesuitenfakultät in Belo Horizonte das Lizenziat in Theologie. An der Päpstlichen Universität Gregoriana wurde er zum Dr. theol. promoviert. Nach der Diakonenweihe am 6. August 1988 empfing er am 8. Dezember desselben Jahres das Sakrament der Priesterweihe für das Erzbistum Uberaba.
Neben verschiedenen Aufgaben in der Pfarrseelsorge war er von 2007 bis 2008 Regens des diözesanen Priesterseminars. Von 2013 bis 2014 war er Direktor des theologischen Instituts São José in Uberaba und anschließend bis 2021 Professor und Rektor des Päpstlichen Brasilianischen Pius-Kollegs in Rom. Zuletzt war er bis zu seiner Ernennung zum Bischof Rektor des theologischen Propädeutikums und Pfarradministrator in Uberaba.
Papst Franziskus ernannte ihn am 30. April 2024 zum Bischof von Araçuaí. Der Erzbischof von Uberaba, Paulo Mendes Peixoto, spendete ihm am 13. Juli desselben Jahres im Gymnasium des diözesanen Maristenkollegs in Uberaba die Bischofsweihe. Mitkonsekratoren waren sein Amtsvorgänger Esmeraldo Barreto de Farias IdP und der Bischof von São João da Boa Vista, Eugênio Barbosa Martins SSS. Die Amtseinführung in Araçuaí fand am 17. August desselben Jahres statt.